# Élection présidentielle iranienne de 1993
L'élection présidentielle iranienne de 1993 a eu lieu le 11 juin 1993, elles ont conduit à la réélection du président sortant, Hachemi Rafsandjani.
Les suffrages pour Rafsandjani, ont drastiquement chuté par rapport à l'élection précédente (environ 5 millions de moins) ; le taux de participation a également baissé (seuls la moitié des inscrits se sont déplacés).
Le mécontentement populaire à l'égard de la situation économique et l'apathie des électeurs sont les autres raisons invoquées, pour expliquer l'abstention importante de cette élection.
United Press International, a rapporté qu'une enquête indépendante a révélé que « la majorité de ceux qui sont restés à l'écart l'ont fait parce qu'ils étaient mécontents du clergé ou pensaient que leur votes n'aurait aucune influence sur la politique gouvernementale. »

## Campagne
La situation économique était le principal enjeu des élections. Rafsandjani, dont les politiques de libéralisation économique et de privatisation étaient les piliers essentiels, a declaré qu'il se concentrerait sur l'économie et l'effort de reconstruction, malgré une situation difficile.
L'économiste Ahmad Tavakkoli, s'est presenté sur un programme de réforme économique à l'avantage de la classe ouvrière.
Le Mouvement de libération de l'Iran et le Parti de la nation d'Iran, ont appelé au boycott de l'élection.

## Candidats
Sur 128 candidats, seuls quatre ont été autorisés a se presenter :
- Hachemi Rafsandjani, président sortant ;
- Ahmad Tavakkoli, ancien ministre du Travail ;
- Abdallah Jassbi, président de l'université islamique Azad ;
- Rajabali Taheri, ingénieur.

La réélection de Rafsandjani semblait joué, aucun des candidats ne jouissait d'une stature comparable.

## Résultats
| Élection présidentielle iranienne de 1993 | Élection présidentielle iranienne de 1993 | Élection présidentielle iranienne de 1993 | Élection présidentielle iranienne de 1993 | Élection présidentielle iranienne de 1993 | Élection présidentielle iranienne de 1993 | Élection présidentielle iranienne de 1993 | Élection présidentielle iranienne de 1993 | Élection présidentielle iranienne de 1993 | Élection présidentielle iranienne de 1993 |
| Parti                                     | Parti                                     | Candidats                                 | Nohen et al                               | Nohen et al                               | ISSDP                                     | ISSDP                                     | UPI / IRNA                                | UPI / IRNA                                |                                           |
| Parti                                     | Parti                                     | Candidats                                 | Votes                                     | %                                         | Votes                                     | %                                         | Votes                                     | %                                         |                                           |
| ----------------------------------------- | ----------------------------------------- | ----------------------------------------- | ----------------------------------------- | ----------------------------------------- | ----------------------------------------- | ----------------------------------------- | ----------------------------------------- | ----------------------------------------- | ----------------------------------------- |
|                                           | Association du clergé militant            | Hachemi Rafsandjani                       | 10 449 933                                | 64                                        | 10 566 499                                | 63                                        | 10 553 344                                | 63,2                                      |                                           |
|                                           | Sans étiquette                            | Ahmad Tavakkoli                           | 3 972 201                                 | 24,3                                      | 4 026 879                                 | 23,97                                     | 3 976 165                                 | 23,8                                      |                                           |
|                                           | Sans étiquette                            | Abdollah Jassbi                           | 1 511 574                                 | 9,3                                       | 1 498 084                                 | 8,92                                      | 1 515 632                                 | 9,1                                       |                                           |
|                                           | Sans étiquette                            | Rajabali Taheri                           | 394 981                                   | 2,4                                       | 387 655                                   | 2,31                                      | 401 579                                   | 2,4                                       |                                           |
| Blancs ou nuls                            | Blancs ou nuls                            | Blancs ou nuls                            | Non renseignés                            | Non renseignés                            | 317 670                                   | 1,89                                      | 253 530                                   | 1,5                                       |                                           |
| Total                                     | Total                                     | Total                                     | 16 328 689                                | 100                                       | 16 796 787                                | 100                                       | 16 700 250                                | 100                                       |                                           |